# Gustavo Henrique Santos
Gustavo Henrique Santos (Catanduva, 7 ottobre 1999) è un calciatore brasiliano, difensore della Portuguesa.

## Carriera
Cresciuto nel settore giovanile del San Paolo, nel corso del suo percorso formativo gioca per diversi club minori brasiliani fino all'arrivo all'Atlético Mineiro nel 2018; aggregato alla prima squadra nel 2020, fa il suo esordio fra i professionisti il 26 novembre giocando gli ultimi minuti della sfida di Série A vinta 2-1 contro il Botafogo.
Nel gennaio del 2021 viene ceduto in prestito al Bahia, trasferimento divenuto definitivo il 20 ottobre seguente.

## Statistiche

### Presenze e reti nei club
Statistiche aggiornate al 27 novembre 2021.
| Stagione        | Squadra          | Campionato      | Campionato | Campionato | Coppe nazionali | Coppe nazionali | Coppe nazionali | Coppe continentali | Coppe continentali | Coppe continentali | Altre coppe | Altre coppe | Altre coppe | Totale | Totale |
| Stagione        | Squadra          | Comp            | Pres       | Reti       | Comp            | Pres            | Reti            | Comp               | Pres               | Reti               | Comp        | Pres        | Reti        | Pres   | Reti   |
| --------------- | ---------------- | --------------- | ---------- | ---------- | --------------- | --------------- | --------------- | ------------------ | ------------------ | ------------------ | ----------- | ----------- | ----------- | ------ | ------ |
| 2020            | Atlético Mineiro | M1/MG+A         | 0+1        | 0          | CB              | 0               | 0               |                    | -                  | -                  |             | -           | -           | 1      | 0      |
| 2021            | Bahia            | PD/BA+A         | 10+5       | 1+0        | CB              | 0               | 0               | CS                 | 0                  | 0                  | CdN         | 1           | 0           | 16     | 1      |
| Totale carriera | Totale carriera  | Totale carriera | 16         | 1          |                 | 0               | 0               |                    | 0                  | 0                  |             | 1           | 0           | 17     | 1      |

## Palmarès

### Club

#### Competizioni regionali
- Copa do Nordeste: 1

Bahia: 2021

#### Competizioni statali
- Campionato Alagoano: 1

CRB: 2024